# 石九奏
石九奏（？—？），字伯成，號四如，直隸真定府冀州人，明朝政治人物。

## 生平
萬曆十九年（1591年）辛卯科順天府鄉試舉人。萬曆二十年（1592年），登壬辰科第三甲第一百八十三名進士，大理寺觀政，二十一年授大理寺評事，二十四年升大理寺右寺副，萬曆二十五年八月与光禄寺少卿何倬主考山西乡试，二十六年升左寺正，本年升萊州府知府，二十七年丁憂歸。三十一年起補兖州府知府，三十四年二月升辽东宁前道副使，改开原道，三十七年七月升至江西右參政，三十八年致仕。于城西迆北二百武，辟地建阁，莳花种菜，游息其中，园名曰：半园，志不求全也。与都諫趙南星、布衣汪元范为文字之交。

## 家族
曾祖石富；祖父石豹，大使；父石廉。